# کرکرها (فیلم ۱۹۹۸)
«کرَکِرها» (انگلیسی: Crackers) یک فیلم است که در سال ۱۹۹۸ منتشر شد.